# Untitled EP
Untitled é o segundo extended play pelo rapper Hodgy Beats, membro do coletivo de hip-hop alternativo americano Odd Future de Los Angeles, Califórnia. Foi lançado em 24 de fevereiro de 2012. É o primeiro lançamento solo de "Hodgy Beats desde sua estreia com o mixtape, The Dena Tape", em 2009. Anunciado em 20 de fevereiro de 2012, o EP foi lançado no dia 25 do mesmo mês. O projeto apresenta a produção de Juicy J, The Alchemist e Flying Lotus. Liricamente o registro lida com pensamentos sobre a autorreflexão, da contemplação da morte, e uma luta com as drogas. O EP recebeu críticas em sua maioria positivas dos críticos de música.

## Fundo musical
O EP foi anunciado na conta oficial de Hodgy Beats no Twitter em 20 de fevereiro de 2012, e foi liberado cinco dias depois.  Ao contrário de seus discos anteriores, Odd Future não contribui na produção e Hodgy é a única pessoa de rap nele.  A canção "Higashi Loves You" é o instrumental de "Somebody (Loves You)", de Plies e foi produzido por Rodnae.  Os produtores Juicy J, The Alchemist e Flying Lotus contribuíram nas batidas para o projeto.  O lançamento do EP serviu como promoção ao álbum de estréia The Odd Future Tape Vol. 2 de Odd Future, que foi lançado em 20 de março de 2012. 

## Composição
A canção que abre o álbum "Bullshittin'" foi produzido por Juicy J do Three 6 Mafia, e apresenta um linha de bateria escura com uma vibração calmante.  A faixa é inspirada pelo som do sul do hip hop.  "Cookie Coma" foi produzido por The Alchemist, e contém uma batida jazzy, com chifres exuberantes e contrabaixo.  O estilo de produção é inspirado bap boom de produção, com tambores que soam proeminentes.  Hodgy pondera sua própria moralidade no pista, com linhas de autorreflexão, como "Eu estou muito legítimo para a vida, eu deveria começar um aperto e morrer, e fazer uma viagem e voar, e nunca descer". 

## Faixas e formatos
| Versão padrão  |                         |                  |         |  |
| N.º            | Título                  | Produzido por    | Duração |  |
| 1.             | "Bullshittin"           | Juicy J          | 2:41    |  |
| 2.             | "Cookie Coma"           | The Alchemist    | 2:22    |  |
| 3.             | "Lately"                | Flying Lotus     | 1:45    |  |
| 4.             | "Samurai"               | Jonti Danimals   | 2:49    |  |
| 5.             | "In a Dream"            | The Alchemist    | 2:35    |  |
| 6.             | "Ave."                  | Thelonius Martin | 1:52    |  |
| 7.             | "Lamented"              | Flying Lotus     | 1:35    |  |
| 8.             | "If Heaven Is a Ghetto" | Thelonius Martin | 1:45    |  |
| 9.             | "Higashi Loves You"     | Rodnae           | 4:51    |  |
| Duração total: | Duração total:          | Duração total:   | 22:12   |  |

## Créditos
Créditos do EP Untitled adaptado pela Allmusic. 
- The Alchemist – produtor
- Hodgy Beats – artista primário
- Flying Lotus – produtor
- Jonti – produtor
- Juicy J – produtor
- Thelonious Martin – produtor

## Ligações externos
- Untitled EP no DatPiff